# Onesia japonica
Onesia japonica är en tvåvingeart som beskrevs av Hiromu Kurahashi 1964. Onesia japonica ingår i släktet Onesia och familjen spyflugor. Inga underarter finns listade i Catalogue of Life.